# Monuments Medievals de Kosovo
Els monuments medievals de Kosovo són un conjunt de quatre monestirs i esglésies ortodoxes sèrbies, situats a Kosovo, i declarats sota aquesta denominació Patrimoni de la Humanitat. L'any 2004, la UNESCO va reconèixer el monestir de Visoki Dečani pel seu valor universal excepcional, i feu extensiu el reconeixement dos anys més tard a tres edificis religiosos més. Arquitectònicament, representen la confluència dels estils romà d'Orient i romànic occidental. Destaquen també per les pintures murals, d'un estil original desenvolupat als Balcans entre els segles XIII i XVII.
Així, el conjunt de monuments medievals a Kosovo està format pels elements següents:
1. Monestir de Visoki Dečani
2. Monestir del Patriarcat de Peć
3. Església de la Mare de Déu de Ljeviš
4. Monestir de Gračanica

El mateix 2006, el conjunt també va ser inscrit dins la Llista del Patrimoni de la Humanitat en perill, per la inestabilitat política de la zona.